# M. A. Menzbir Orosz Madárvédelmi és Madártani Társaság
Az  M. A. Menzbir Orosz Madárvédelmi és Madártani Társaság (orosz nyelven: Русское общество сохранения и изучения птиц им. М.А. Мензбира) –, hivatalos rövidítése oroszul РОСИП, angolul Birdsrussia – 
2009-ben Moszkvában alakult oroszországi nonprofit szervezet.
Önkéntes társadalmi egyesülés, melyet a madarak védelmére és tanulmányozására irányuló közös tevékenységre hoztak létre. Célja a vadon élő madarak, élőhelyeik és a madárfajok sokféleségének megőrzése Oroszországban. 
Jelmondata magyarra fordítva: Őrizzük meg a madarakat utódainknak.
A társaság névadója Mihail Alekszandrovics Menzbir (1855–1935) zoológus, akadémikus, az oroszországi ornitológia megalapítója. (Szintén az ő nevét viseli az Orosz Tudományos Akadémia keretein belül működő Menzbiri Madártani Társaság oroszul: Мензбировское орнитологическое общество, МОО).

## Története, irányítása
Létrehozását a Moszkvai Állami Egyetem állattani múzeumában 2009-ben tartott alakulógyűlésen határozta el 33 zoológus, így ők lettek a szervezet alapítótagjai. A következő kongresszust 2014 őszén, a harmadikat 2019 őszén rendezték meg Moszkvában. Az utóbbin már mindegyik regionális részleg képviseltette magát. Az addigi elnököt, V. M. Galusint tiszteleti elnökké választották, az új elnök a korábbi elnökhelyettes A. L. Miscsenko, a biológiai tudományok kandidátusa lett.
A társaság munkáját az elnök, három alelnök, az igazgatótanács és a vezérigazgató irányítja, a szervezet tudományos tanácsának módszertani támogatásával. A tisztségviselőket az ötévente tartott kongresszuson választják meg. A szervezet taglétszáma 2019 végén 226 fő volt.
Úgynevezett régióközi, vagyis tevékenységét az ország több régiójára is kiterjesztő szervezet. Moszkván kívül nyolc regionális részlege van: a Moszkvai-, a Tveri-, a Kalinyingrádi-, a Szaratovi-, a Szahalini területen, a Kamcsatkai határterületen, Jakutföldön, valamint a Bajkál-tó vidékén.

## Tevékenysége
Céljai elérése érdekében számos szakmai konferenciát és lakossági környezetvédő akciót szervez, illetve ilyeneken vesz részt. Fontos kezdeményezésük volt az ökológiai ismeretterjesztő központ létrehozása iskolák számára, mely a Moszkvai terület egyik faluja melletti mocsaras természetvédelmi területen, Darvak hazája bioállomás (Журавлиная родина) néven működik.
A társaság egyik szervezője volt a tveri egyetemen megtartott Első összoroszországi ornitológiai kongresszusnak, melyen 480 szakember és vendég vett részt (2018. január 29. – február 4.)
Sikeres szakmai rendezvényük volt A tengeri madarak és a műanyag című szeminárium és kerekasztal beszélgetés (2019. ősz), mely az újonnan megismert környezeti veszélyforrás problémáiról szólt.
A szervezet lehetőségeihez mérten esetenként részt vállal a BirdLife International projektjeiben (marine Important Bird Areas – IBA).